# Mzwandile Ndzimandze
Mzwandile Mfanufikile Ndzimandze (2 ottobre 1985) è un ex calciatore swati, di ruolo attaccante.

## Carriera

### Club
Gioca dal 2008 al 2010 al Mhlambanyatsi Rovers. Nel 2010 si trasferisce in Sudafrica, all'University of Pretoria. Nel 2012 passa al Manzini Sundowns. Nel 2013, dopo aver giocato al Vasco de Gama Parrow, si trasferisce allo Jomo Cosmos.

### Nazionale
Debutta in Nazionale il 18 novembre 2007, in Swaziland-Malawi. Ha collezionato in totale, con la Nazionale, 11 presenze.